# 皮拉图斯铁路

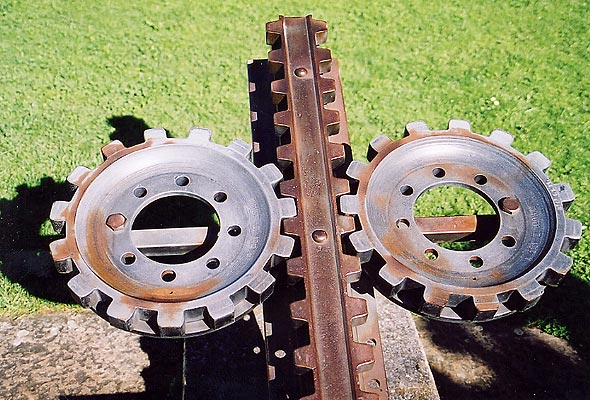
洛赫尔系统齿轮

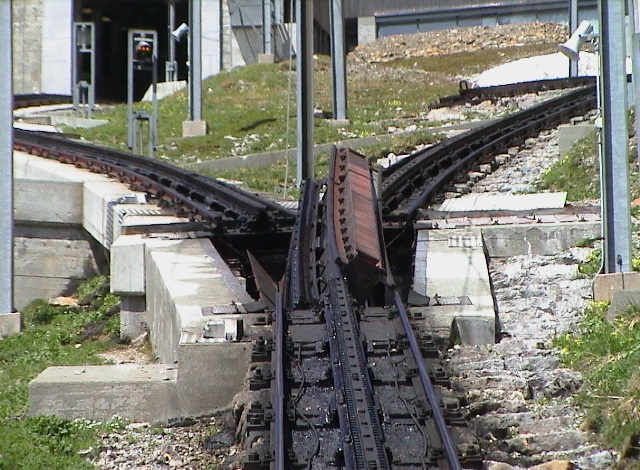
旋转式道岔

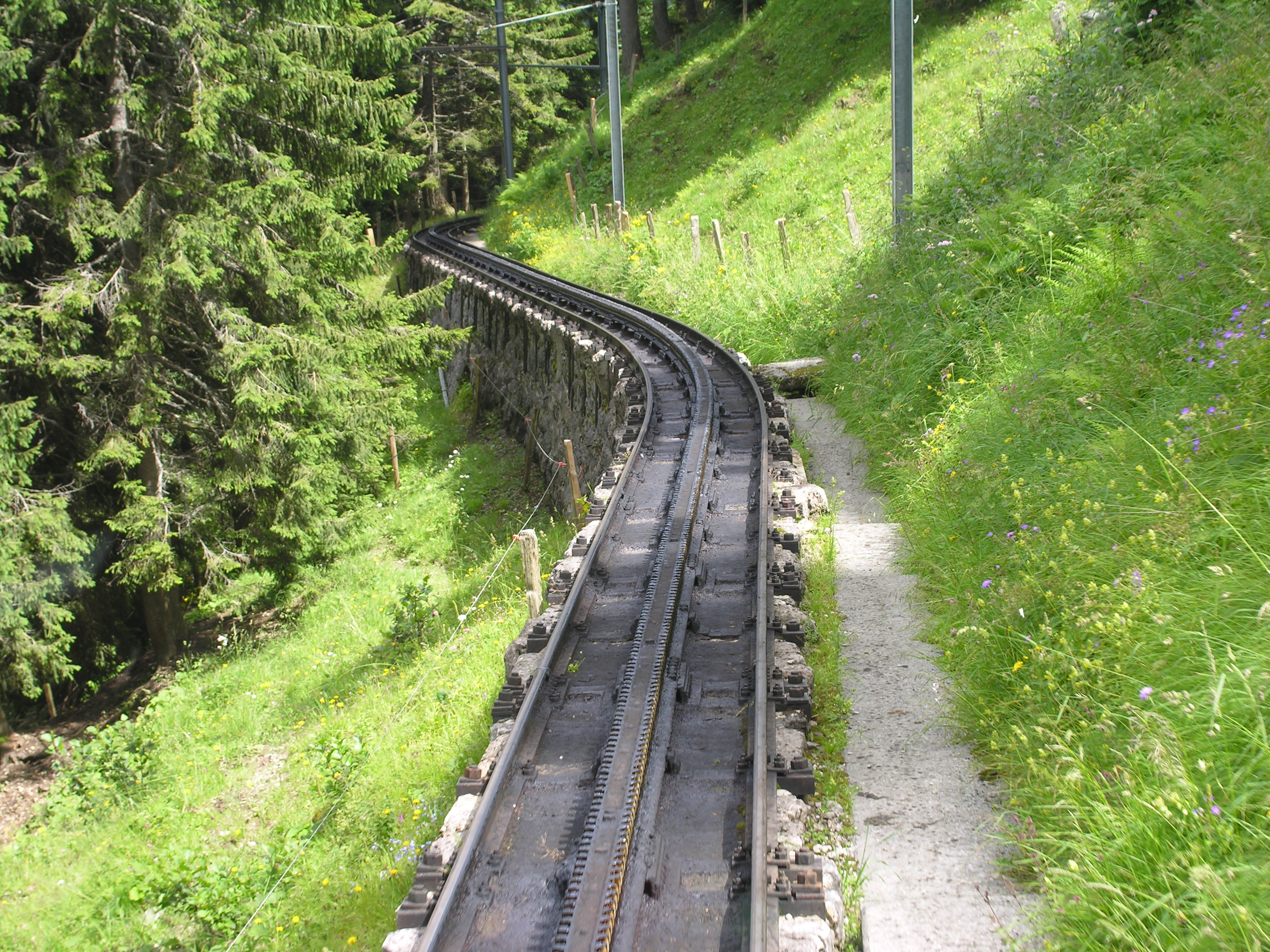
皮拉图斯铁路軌道

皮拉图斯铁路（Pilatusbahn）是瑞士的一条山地铁路，是世界上最陡峭的齿轨铁路，最大坡度为48％。该线从卢塞恩湖畔的阿尔卑纳赫施塔德（Alpnachstad），到达海拔2132米的皮拉图斯峰山顶附近的终点站。在阿尔卑纳赫施塔德，皮拉图斯铁路连接卢塞恩湖的轮船，以及中央铁路（Zentralbahn）Brünigbahn线的火车。

## 歷史
皮拉图斯铁路建設計劃最初的提案出現於1873年，計劃中建議採用1435mm軌距，及最大坡度25%。然而對於該計畫的結論是經濟上不可行。
後來經驗豐富的瑞士工程師爱德华·洛赫尔提出新方案，最大坡度上調至48%，當時的齒軌鐵路無法到達這麼斜的坡度。因為齒輪跑在鐵路正上方，這麼高的斜度可能會導致輪子與軌道無法囓合，降低列車的推進力和制動力。於是洛赫尔將兩條垂直的齒條放在兩軌間，並讓輪齒朝向不同的方向。將嵌齿轮安装在列車下的垂直轴。
该线于1937年5月15日电气化，使用的是接触网馈电的1550伏的直流。
政府並沒有對這個鐵路建設提供任何補助。於是洛赫尔設立了自己的公司洛赫尔系統公司來建造皮拉圖斯鐵路。皮拉圖斯鐵路的建設到完工完全仰賴私人資本，而且一直保持財務上的收益。
2002年，皮拉图斯铁路被美国机械工程师学会命名为机械工程历史里程碑

## 圖片

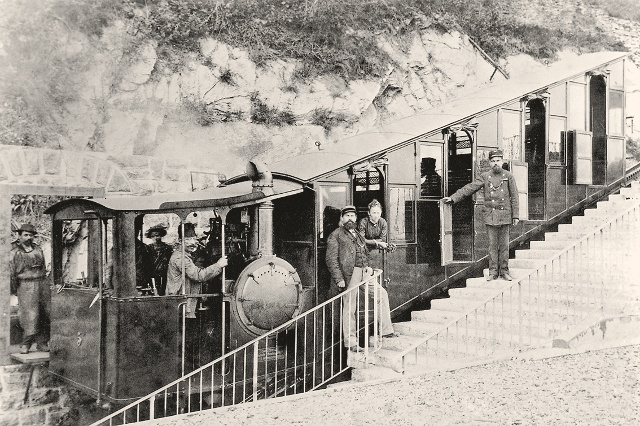
The train ready to leave, June 4, 1889年6月4日，列車即將發車
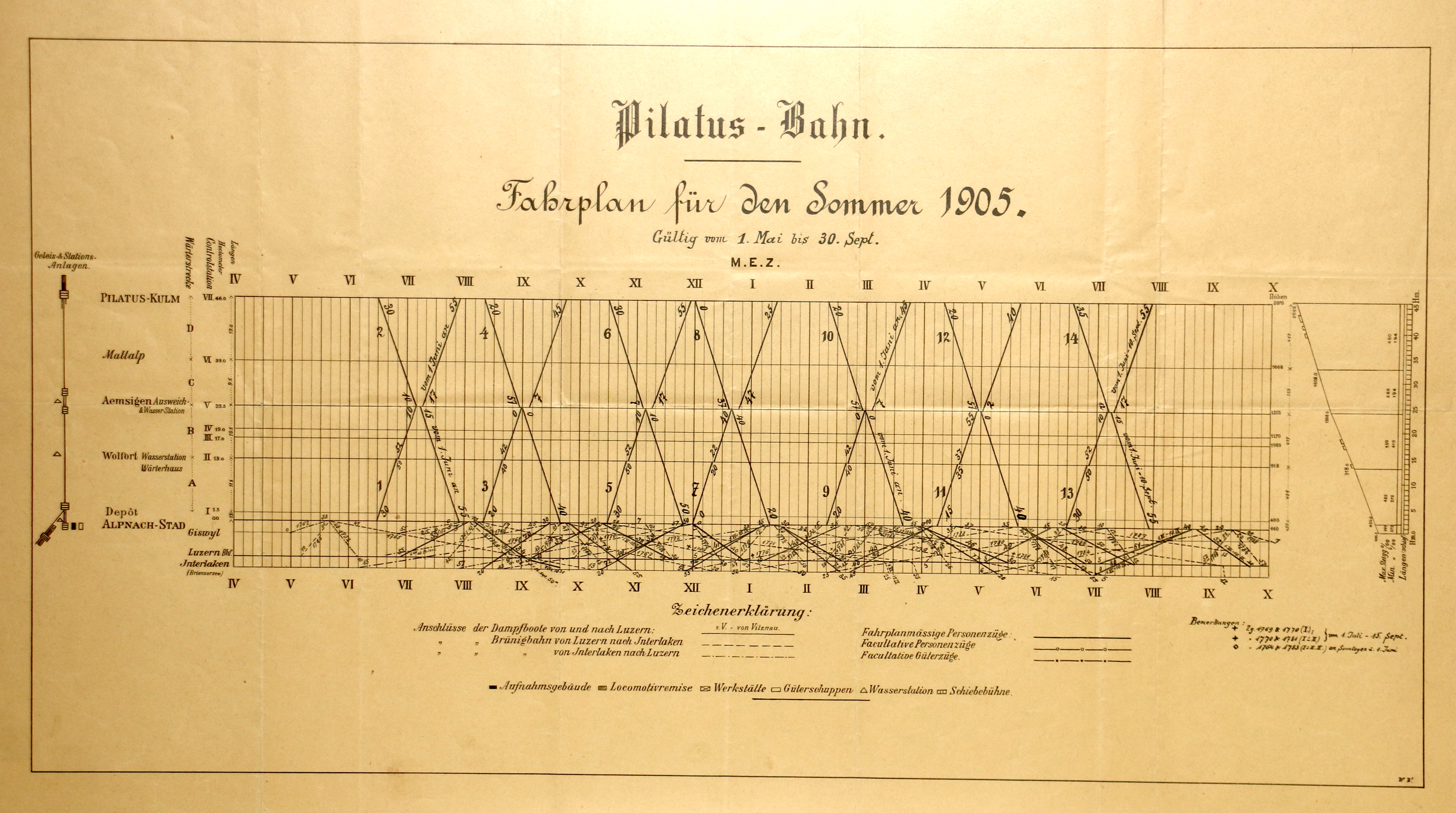
1905年皮拉图斯铁路時刻表

## 運行
该线长4.5公里，攀登垂直距离1629米，于1889年6月4日投入使用，使用蒸汽牵引。最大坡度48％，这意味着当时没有可利用的齿轨设计。该线的工程师爱德华洛赫尔开发出一种专门用于这条路线的齿轨。在洛赫尔（Locher）系统中，列车上的嵌齿轮安装在垂直轴，它们的齿接触齿轨铁路的侧面，而不是上面。由于这一系统，线路没有常规道岔，只有旋转道岔（见照片）和转换台。